# Kéa-Kýthnos
Le district régional de Kéa-Kýthnos (grec moderne : Περιφερειακή ενότητα Κέας-Κύθνου) est l'un des districts régionaux de Grèce qui fait partie de la périphérie (région) de l'Égée-Méridionale. Ce district régional englobe trois îles de l'archipel des Cyclades : Kéa, Kythnos et Makronissos.

## Administration
Dans le cadre de la réforme gouvernementale de 2011, le Programme Kallikratis, le district régional de Kéa-Kythnos est créé sur une partie de l'ancien nome des  Cyclades. Il comprend 2 municipalités qui sont (numérotées selon la carte dans l'infobox) : 
- Kéa (8)
- Kýthnos (10)